# Jiang Lin
Jiang Lin (Qingdao, 23 de outubro de 1981) é um arqueiro chinês, medalhista olímpico.

## Carreira
Jiang Lin representou seu país nos Jogos Olímpicos de 2008, ganhando a medalha de bronze por equipes em 2008.